# Acústico Centro Cultural San Martín
Acústico Centro Cultural San Martín es un disco en vivo de Pez que refleja un show del 18 de septiembre de 2004 en la Sala AB del Centro Cultural San Martín. Fue grabado en vivo en DAT y minidisc por Mauro Taranto, quien además editó y mezcló el material, y editado en 2005 por el Club de Coleccionistas Compulsivos de Pez.
El arte de tapa le pertenece a Keller y las fotos son de Constanza Niscóvolos. Este disco no es un lanzamiento oficial de Pez sino que es ofrecido gratuitamente a través de su sitio web por los miembros del Centro de Coleccionistas Compulsivos gracias a que Azione Artigianale (el sello de Pez) libera especialmente los derechos de estos fonogramas.

## Canciones
1. Por Siempre (6:06)
  - Letra y música: Ariel Minimal
2. Desde El Viento En La Montaña Hasta La Espuma Del Mar (4:04)
  - Letra y música: Ariel Minimal
3. Aún (2:33)
  - Letra y música: Ariel Minimal
4. Faltan Miles De Años Más (3:51)
  - Letra: Ariel Minimal
  - Música: Franco Salvador, Ariel Minimal
5. Nubes Toman Formas Tontas (4:11)
  - Letra y música: Ariel Minimal
6. Sus Alas No Vuelan, Ya No Puede Volar (2:59)
  - Letra y música: Ariel Minimal
7. No Mi Corazón Coraza (3:01)
  - Letra y música: Ariel Minimal
8. Sol, Un Fantasma En La Ciudad (3:41)
  - Letra: Ariel Minimal
  - Música: Franco Salvador, Ariel Minimal
9. Campos De Inconsciencia (3:03)
  - Letra y música: Ariel Minimal
10. Y Cuando Ya No Quede Ni Un Hombre En Este Lugar (4:39)
  - Letra y música: Ariel Minimal
11. Siesta (3:21)
  - Letra y música: Ariel Minimal
12. Caminar (2:41)
  - Letra y música: Ariel Minimal
13. Lo Verás Reír (3:35)
  - Letra: Ariel Minimal
  - Música: Franco Salvador
14. El Agua Es Eléctrico (2:06)
  - Letra: Hernán
  - Música: Ariel Minimal
15. Maldición (4:42)
  - Letra y música: Ariel Minimal
16. Respeto [A capela] (2:54)
  - Letra: Ariel Minimal
  - Música: Ariel Minimal, Franco Salvador, Gustavo Fósforo García

## Personal

### Pez
- Ariel Minimal: voz, guitarra acústica Antigua Casa Núñez Archivado el 28 de abril de 2007 en Wayback Machine. con cuerdas de nylon
- Gustavo Fósforo García: bajo acústico Jasmine ES100-C, voz
- Franco Salvador: batería, voz
- Leopoldo Pepo Limeres: piano Steinway, voz
- Ernesto Romeo: clavinet Hohner D6, órgano Roland VK 09, mellotron 400SM, efectos: Mu-tron Bi-Phase, Danelectro Dan-Echo, Roland Space Echo, Electro Harmonix Memory Man y Small Tone, Boss CE-1 Chorus Ensemble, voz

### Músico invitado
- Gerardo Rotblat: congas

## Datos
- El arte de tapa completo del disco se encuentra aquí, disponible en formato digital para su bajada e impresión.
- El recital original albergó más de 1000 personas[1] y fue uno de los más exitosos de la historia de la banda.
- La última canción es una graciosa versión de "Respeto" en formato a cappella donde todos los integrantes del grupo cantan.